# She’ll Be Coming ’Round the Mountain
She’ll Be Coming ’Round the Mountain (Engl. für „Sie wird um den Berg ’rum kommen“) ist ein Volkslied aus den Vereinigten Staaten, dessen Ursprünge in einem afroamerikanischen Spiritual aus dem späten 19. Jahrhundert liegen. Der Text handelt von der Reise und ersehnten Ankunft einer nicht weiter beschriebenen Frau. Das Lied entwickelte sich zu einem bis heute verbreiteten Kinderlied, zu dessen Melodie viele Alternativtexte in diversen Sprachen gedichtet wurden. Im Roud Folk Song Index ist das Lied unter der Nummer 4204 verzeichnet.

## Geschichte
Die Ursprünge von She’ll Be Coming ’Round the Mountain liegen im Spiritual When the Chariot Comes, welcher zum Ende des 19. Jahrhunderts von afroamerikanischen Christen hervorgebracht wurde. Der Text handelt von der erwarteten Wiederkunft Jesu Christi, wie sie im Neuen Testament mehrfach angekündigt wird. Das im Liedtext wiederkehrende Pronomen she (Engl. für „sie“) bezieht sich auf den im ersten Vers genannten Wagen Jesu.
Oh, who will drive the chariot when she comes

Oh, who will drive the chariot when she comes

Oh, who will drive the chariot

Oh, who will drive the chariot

Oh, who will drive the chariot when she comes

King Jesus, he’ll be driver when she comes

King Jesus, he’ll be driver when she comes

King Jesus, he’ll be driver

King Jesus, he’ll be driver

King Jesus, he’ll be driver when she comes
Oh, wer wird den Wagen fahren, wenn er kommt

Oh, wer wird den Wagen fahren, wenn er kommt

Oh, wer wird den Wagen fahren

Oh, wer wird den Wagen fahren

Oh, wer wird den Wagen fahren, wenn er kommt

König Jesus, er wird Fahrer sein, wenn er kommt

König Jesus, er wird Fahrer sein, wenn er kommt

König Jesus, er wird Fahrer sein

König Jesus, er wird Fahrer sein

König Jesus, er wird Fahrer sein, wenn er kommt
Die Umdichtung zum Lied She’ll Be Coming ’Round the Mountain ist gemäß Carl Sandburg, in dessen Anthologie The American Songbag das Lied zum ersten Mal abgedruckt wurde, auf Gebirgsbewohner zurückzuführen. Es wurde zu einem Arbeitslied der Bahnarbeiter, weshalb es auch als „Eisenbahnlied“ verstanden wird, verbreitete sich so im Mittleren Westen und später über diesen hinaus.

## Melodie
Die Melodie von She’ll Be Coming ’Round the Mountain ist nicht einheitlich festgehalten und in verschiedenen Variationen überliefert. Eine gängige Variante lautet wie folgt:

## Text
She’ll Be Coming ’Round the Mountain handelt von der Reise und ersehnten Ankunft einer nicht weiter beschriebenen Frau. In Carl Sandburgs The American Songbag ist der Text wie folgt abgedruckt:
She’ll be comin’ round the mountain

When she comes

She’ll be comin’ round the mountain

When she comes

She’ll be comin’ round the mountain

She’ll be comin’ round the mountain

She’ll be comin’ round the mountain

When she comes

She’ll be drivin’ six white horses

When she comes

She’ll be drivin’ six white horses

When she comes

She’ll be drivin’ six white horses

She’ll be drivin’ six white horses

She’ll be drivin’ six white horses

When she comes

Oh we’ll all go to meet her

When she comes

Oh we’ll all go to meet her

When she comes

We will kill the old red rooster

We will kill the old red rooster

And we’ll all have chicken and dumplin’

When she comes
Sie wird um den Berg ’rum kommen

Wenn sie kommt

Sie wird um den Berg ’rum kommen

Wenn sie kommt

Sie wird um den Berg ’rum kommen

Sie wird um den Berg ’rum kommen

Sie wird um den Berg ’rum kommen

Wenn sie kommt

Sie wird sechs weiße Pferde lenken

Wenn sie kommt

Sie wird sechs weiße Pferde lenken

Wenn sie kommt

Sie wird sechs weiße Pferde lenken

Sie wird sechs weiße Pferde lenken

Sie wird sechs weiße Pferde lenken

Wenn sie kommt

Oh, wir werden sie alle treffen gehen

Wenn sie kommt

Oh, wir werden sie alle treffen gehen

Wenn sie kommt

Wir werden den alten roten Hahn töten

Wir werden den alten roten Hahn töten

Und wir werden alle Hähnchen und Knödel haben

Wenn sie kommt
Manchmal werden zu den Zeilen passende Zwischenrufe eingebaut. Jüngere Überlieferungen enthalten häufig auch humoristische und komische Verse; so ist etwa davon die Rede, dass „sie“ im Pyjama angereist kommt. Zudem etablierte sich ein im Wesentlichen aus Freudenrufen bestehender Refrain:
Singing ‘aye aye yippee yippee aye’

Singing ‘aye aye yippee yippee aye’

Singing ‘aye aye yippee yippee’

‘aye aye yippee yippee’

‘aye aye yippee yippee aye’
Bei nicht englischen Alternativtexten werden diese Ausrufe oft an die gegebene Sprache angepasst.

## Tradierte Alternativtexte

### Von den blauen Bergen kommen wir

Von den blauen Bergen kommen wir auf Schellackplatte

Die ursprünglichste Version entstand im Jahr 1949 durch eine Zusammenarbeit von Heinz Woezel mit dem Musikerduo Goldy und Peter de Vries und dem Horst-Wende-Trio. Die entsprechende Schallplatte, auf der B-Seite befand sich das ebenfalls zu einer amerikanischen Volksweise gedichtete Lied Cowboy Jimmy, wurde ein großer Erfolg und befeuerte die Cowboy-Romantik der Nachkriegszeit.
Aus dieser Version entstand unter anderem ein populäres Kinderlied, mit dem ein Lehrer verspottet wird. Der volkstümliche Musiker Franzl Lang nahm eine Jodelversion mit dem Titel Hoch vom Kreuz der blauen Berge auf. Die Showband Sound Convoy brachte ein Trinklied mit dem Titel Blau von den Bergen kommen wir heraus. Eine weitere Bearbeitung ist Von den fernen Bergen von Ali As feat. SXTN. 

### Weitere Texte
- Im deutschen[26][18] und im niederländischen[27] Sprachraum kursieren verschiedene Alternativtexte über eine „Tante aus Marokko“, von der ein Besuch erwartet wird. Die meisten Verse erzählen von der Reise der Tante.[26][18][27]
- Ye Cannae Shove Yer Granny Aff A Bus („Du kannst deine Oma nicht von einem Bus stoßen“) ist ein schottisches Kinderlied, das sich der Melodie von She’ll Be Coming ’Round the Mountain bedient.[28]
- Ten German Bombers (Eng. für „Zehn deutsche Bomber“) ist ein Text, der die Luftschlacht um England aufgreift. Im Stil einer Zählgeschichte beginnt der Text mit zehn deutschen Bombern, die darauf nach und nach von der Royal Air Force (RAF) abgeschossen werden. Von englischen Fußballfans wird das Lied gelegentlich als Stadionhymne gesungen, was jedoch von offizieller Seite kritisiert und untersagt wurde.[29]
- In Norwegisch[30] und Dänisch[31] liegt das Lied Du sollst mein Fahrrad bekommen, wenn ich sterbe vor (Norwegisch: Du skal få min gamle sykkel når jeg dør; Dänisch: Du må få min sofacykel når jeg dør). Die Verse handeln von Gegenständen, die man vererben möchte, weil diese im Himmel (aus komischen Gründen) keine Verwendung mehr finden.[30][31]
- Elle descend de la montagne ist ein französischer Alternativtext, der ebenfalls von der erwarteten Ankunft einer Frau handelt. Er wurde vom Chansonnier Hugues Aufray verbreitet.[5]
- Siamo andati alla caccia del leon („Wir gingen auf die Löwenjagd“) ist im italienischen Sprachraum verbreitet.[6]
- Kalle Svensson ist ein schwedisches Kinderbewegungslied mit der Melodie von She’ll Be Coming ’Round the Mountain. Die namensgebende Liedfigur Kalle Svensson trägt immer und überall Handschuhe, Hut, Schal und Regenschirm; die Gegenstände werden jeweils mit Handgesten dargestellt.[7]

## Weiterverwendungen

### Musik
- Zu der Ponderosa reiten wir (1968) von Heino sowie Zieh' den Kopf aus der Schlinge, Bruder John (1974) von Udo Jürgens bedienen sich der Melodie.[21][32]
- Der niederländische Musiker Pierre Kartner, bekannt unter dem Künstlernamen Vader Abraham, dichtete zu dieser Melodie das politische Lied Wat doen we met die Arabieren hier (1975; „Was tun wir mit den Arabern hier?“).[33]
- Die Band Funkadelic rund um George Clinton zitiert einige Zeilen in ihrem Funkrock-Song Comin’ Round the Mountain aus dem Jahr 1976.[34]

#### Protestlieder
- In den 1960er-Jahren entstand in Schottland das zu dieser Melodie gedichtete Protestlied Ding Dong Dollar, welches die amerikanische Militärpolitik anprangert. Auslöser war eine neue U-Boot-Basis der US-Marine in der Nähe von Glasgow.[35]

### Film
- In H. Bruce Humberstones musikalischen Filmkömödie Sun Valley Serenade (1941) hört man dieses Lied im Soundtrack, während die Hauptprotagonisten – der Bandpianist und Sänger Ted Scott (John Payne), die aus Skandinavien geflüchtete Karen Benson (Sonja Henie) und der Bandmanager Nifty Allen (Milton Berle) – ein improvisiertes Rennen fahren.[36]
- In Jim Hensons Fernsehfilm John Denver & The Muppets – Rocky Mountain Holiday (1983), in dem der Country-Sänger John Denver mit den Figuren der Muppet Show auftritt, wird She’ll Be Coming ’Round the Mountain mit einem auf die Filmhandlung abgestimmten Text gesungen.[37]

### Videospiele
- Im Denkspiel Lemmings (1991) wird die Melodie des Liedes zum Teil als Hintergrundmusik gespielt.[38]
- Im Simulationsspiel Die Sims (2000) können die Charaktere an Lagerfeuern sitzen und dabei Lieder singen. Eines dieser Lieder ist She’ll Be Coming ’Round the Mountain, jedoch in die spieleigene Kunstsprache „übersetzt“.[39]
- Im Rennspiel Need for Speed Payback (2017) kann die Melodie als Hupsignal eingestellt werden.[40]